# تيم كلانسي
تيم كلانسي (بالإنجليزية: Tim Clancy)‏ (8 يونيو 1984 في جمهورية أيرلندا - ) هو لاعب كرة قدم أيرلندي في مركز الدفاع. شارك مع منتخب جمهورية أيرلندا تحت 19 سنة لكرة القدم. أما مع النوادي، فقد لعب مع سانت جونستون ونادي سليغو روفرز ونادي شامروك روفرز ونادي كيلمارنوك ونادي ماذرويل ونادي ميلوول ونادي هيبرنيان ونادي ويموث.

## وصلات خارجية
- تيم كلانسي على موقع قاعدة بيانات كرة القدم.إي يو (الإنجليزية)
- تيم كلانسي على موقع Soccerbase.com (لاعب) (الإنجليزية)